# MS Volendam
El MS Volendam es un crucero de la clase Rotterdam, operado recientemente por Holland America Line (HAL), filial de Carnival Corporation & plc. Fue construido en 1999 y navega alrededor de Australia, Asia y realiza cruceros por el Pasaje Interior, atravesando la Columbia Británica y Alaska. Es el tercer barco de la flota con ese nombre. Ha sido reformado en el 2006 y el 2011.